# Kladnigg-kúria
Az egykori Svastics-Kladnigg-kastély a Somogy vármegyei Szentgáloskéren található, tulajdonosa 2007 óta a DELTA-3N Kft. A társaság elkötelezett az épített történelmi örökség védelme mellett, elhivatott a nemzeti értékeink megőrzése iránt az utókor számára.
Az új tulajdonos leromlott állapotban vette birtokába az említett védett épületet. A halaszthatatlan állagmegóvást szolgáló felújításokat a társaság önerőből valósította meg. Mindennek ellenére további sürgős beavatkozások szükségesek, hogy az épületek további pusztulását megakadályozzák és a balesetveszélyt megszüntessék.
Településkép szempontjából meghatározó védett épületről van szó, a kastély Somogy vármegye magas eszmei értékű épülete.
A Szentgáloskéri Svastics-Kladnigg-kastélyt még néhány éve önkormányzati feladatok ellátására használták és szövetkezeti irodaközpontként funkcionált. Hasonlóan a mernyei kastélyhoz, mostani állapotában nem hasznosítható, felújításra szorul. Jelenleg üresen áll, balesetveszélyes, és lepusztulófélben van.
A kastélyépületet növényféleségekben gazdag kastélypark öleli körbe, valamint a közvetlen környezetében található több épület, melyek egy része balesetveszélyes.